# Secu (okręg Dolj)
Secu – wieś w Rumunii, w okręgu Dolj, w gminie Secu. W 2011 roku liczyła 496 mieszkańców.